# Baia (Suceava)
Pour les articles homonymes, voir Baia.

Baia est une commune du județ de Suceava, dans la région moldave de la Roumanie.

## Géographie
En 2002 la population comptait 6 793 habitants. La localité se situe sur la rivière Moldova.

## Histoire

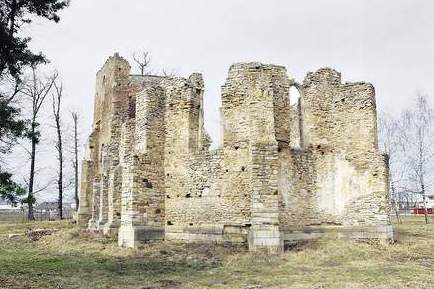
L'ancienne cathédrale catholique des Saxons de Baia (XVe siècle)

Baia est l'une des toutes premières capitales de la Moldavie historique, à l'époque où elle était encore vassale de la principauté de Galicie.
Son nom a un lien étymologique avec le nom allemand Mulde qui, comme Baia, signifie « creux », « mine », et est à l'origine du toponyme Moldova : Moldavie. En effet sous le voïvode Dragoș de Moldavie, des mineurs saxons exploitaient là des carrières. Il y a une rivière Mulda en Saxe, et on a aussi rapproché la forme allemande du nom, Moldau, de la rivière Vltava en République tchèque : tous ces mots dériveraient du mot gotique Mulda : « brume » ou « lieu humide ».
Quoi qu'il en soit, Baia était appelée en roumain Tѫргȣ Mолδοϐıĭ (Târgu Moldovei soit « marché / cité de la Moldavie ») qui se retrouve dans la forme latine Civitas Moldaviae trouvée sur les anciens sceaux de la localité. La forme hongroise Moldvabánya signifie « mine de Moldavie ».
En 1335, avant la fondation (1359) de la principauté de Moldavie, un marchand Alexe Moldaowicz (c'est-à-dire « Alex fils de moldave ») est mentionné à Lwow, et encore en 1345, lorsque le nom de Baia est cité sur la liste des localités comportant des monastères franciscains.
Lors de la bataille de Baia qui opposa le 15 décembre 1467 le voïvode de Moldavie Étienne III le Grand au roi de Hongrie Mathias Corvin, Baia fut en grande partie brûlée, mais à ce moment elle n'était déjà plus capitale de la principauté, alors sise plus au nord, à Suceava.
Elle reste une petite ville minière mais les filons s'épuisent, ce qui lui évite, en 1775, la convoitise des Habsbourg lorsqu'ils annexent la Bucovine : leur nouvelle frontière passe entre Baia et Suceava, la première restant moldave. En conséquence, lorsqu'en 1859 la Moldavie et la Valachie s'unissent, Baia devient roumaine et sera (jusqu'en 1902) le chef-lieu d'un județ homonyme (de 1902 à 1952 ce sera Fălticeni).
Sa situation alors frontalière valut à Baia des destructions et incendies pendant la première guerre mondiale, où elle vit les troupes allemandes et austro-hongroises affronter l'armée roumaine, et durant la seconde guerre mondiale où elle fut l'enjeu de combats des armées roumaine et soviétique en lutte contre la Wehrmacht.
Comme toute la Roumanie, Baia a subi les régimes dictatoriaux carliste, fasciste et communiste de février 1938 à décembre 1989, mais connaît à nouveau la démocratie depuis 1990. Petite bourgade de province incluse depuis 1968 dans le județ de Suceava, elle n'a pas attiré beaucoup d'investissements et a été durement frappée par la crise financière des années 2010, due à la dérégulation mondiale. Mais l'essor du tourisme au XXIe siècle (elle est proche des monastères de Bucovine) tire l'économie locale.

## Démographie
Lors du recensement de 2011, 95,87 % s'identifient comme roumains (Pour 3,6 % de la population l'appartenance ethnique n'est connue et 0,51 % appartiennent à une autre ethnie).

## Politique
| Parti | Parti                           | Sièges |
| ----- | ------------------------------- | ------ |
|       | Parti social-démocrate (PSD)    | 8      |
|       | Parti Mouvement populaire (PMP) | 4      |
|       | Parti national libéral (PNL)    | 3      |